# کروچوف وینکشه
کروچوف وینکشه (به لهستانی:  Kroczów Większy) یک روستا در لهستان است که در گمینا کازانوو واقع شده‌است.